# Amostragem de conveniência
A amostragem por conveniência (também conhecida como amostragem acidental ou amostragem por oportunidade) é um tipo de amostragem não probabilística que envolve a amostra sendo extraída daquela parte da população que está próxima. Este tipo de amostragem é mais útil para testes piloto.

## Definição
Uma amostra de conveniência é um tipo de método de amostragem não probabilística no qual a amostra é retirada de um grupo de pessoas fáceis de contatar ou alcançar; por exemplo, ficar em um shopping ou mercearia e pedir às pessoas que respondam a perguntas. Não há outros critérios para esse método de amostragem, exceto que as pessoas estejam disponíveis e dispostas a participar na pesquisa. Além disso, esse tipo de método de amostragem não requer que uma amostra aleatória simples seja gerada, pois o único critério é se os participantes concordam em participar.

## Vantagens
A amostragem por conveniência pode ser usada por quase qualquer pessoa e existe há muito tempo. Uma das razões pelas quais é mais utilizada é devido às inúmeras vantagens que oferece. Este método é extremamente rápido, fácil, prontamente disponível e econômico, tornando-se uma opção atraente para a maioria dos pesquisadores.

## Desvantagens
Embora a amostragem por conveniência possa ser fácil de obter, suas desvantagens podem superar essa vantagem. Essa técnica de amostragem pode ser mais apropriada para alguns tipos de estudo do que para outros.

### Viés
Os resultados da amostragem por conveniência não podem ser generalizados para a população-alvo devido ao potencial viés da técnica de amostragem devido à sub-representação de grupos na amostra em comparação com a população de interesse. O viés da amostra não pode ser medido. Portanto, inferências baseadas em amostragem de conveniência devem ser feitas apenas sobre a própria amostra.

## Potência
A amostragem por conveniência é caracterizada por potência insuficiente para identificar diferenças de subgrupos populacionais.